# Gmina Istočno Novo Sarajevo
Gmina Istočno Novo Sarajevo (serb. Општина Источно Ново Сарајево / Opština Istočno Novo Sarajevo) – gmina w Bośni i Hercegowinie, w Republice Serbskiej, w mieście Sarajewo Wschodnie. W 2013 roku liczyła 10 401 mieszkańców.